# Josu Jon Imaz
Josu Jon Imaz San Miguel (Zumarraga, 6 settembre 1963) è un politico spagnolo.

## Biografia
Laureatosi in Scienze Chimiche all'Università dei Paesi Baschi si è specializzato in polimeri.
Nel dicembre 1986 ha ottenuto una borsa di studio dal Ministero dell'Industria ed Energia francese all'interno del proprio programma di formazione di ricercatori all'estero.
È stato responsabile dell'Area di Compositi e Polimeri della INASMET (San Sebastián) nel periodo 1987-1989 e quindi responsabile del Reparto Marketing nel periodo 1991-1994. Ha collaborato con il Gruppo Cooperativo Mondragón nel periodo 89-91 come promotore industriale.
Nel giugno 1994 è stato eletto Eurodeputato nelle file del PNV alle elezioni per il Parlamento Europeo, carica che ha disimpegnato fino alla nomina del 7 gennaio 1999 a Consigliere d'Industria, Commercio e Turismo del Governo basco e portavoce dello stesso.
Quest'ultima carica è stata riconfermata nuovamente fino al 13 gennaio 2004.
Il 18 gennaio 2004 è stato eletto presidente della Direzione Centrale, EBB (Euskadi Buru Batzar) del PNV.

## Incarichi ricoperti
- Iscritto al PNV nell'anno 1978.
- Presidente di EGI Urretxu - Zumarraga (1979-1982).
- Membro del Consiglio Regionale EGI (Euzko Gaztedi Indarra, organizzazione giovanile del PNV) Gipuzkoa (1980-1986).
- Membro della Giunta Municipale del PNV di Urretxu - Zumarraga (1979-1982).
- Membro del Consiglio Nazionale di EGI (1981-1986).
- Rappresentante dell'Assemblea Nazionale del PNV:
  - 1983-1985
  - 1986-1988
  - 1992-1994
- Membro del GBB (Gipuzko Buru Batzar, Comitato politico della provincia di Gipuzkoa del PNV), (1988-1990).
- Vicesindaco e consigliere di Finanze Pubbliche e Sviluppo di Zumarraga (1991-1995).
- Deputato nel Parlamento Europeo (1994-1999).
  - Membro della Commissione di Bilancio, Industria e Affari Economici e Pesca.
  - Vicepresidente Sottocommissione Monetaria.
- Consigliere dell'Industria, Commercio e Turismo e Portavoce del Governo (1999-2001).
- Parlamentare basco eletto nel collegio di Gipuzkoa (2001).
- Consigliere dell'Industria, Commercio e Turismo e Portavoce del Governo (2001-2003).
- Presidente dell'EBB del PNV (2004).